# Беник, Яков
Яков (Якоб, Якуб) Беник (пол. Jakub Benik) — минцмейстер Варшавского монетного двора в 1811—1827 годах.

## Биография

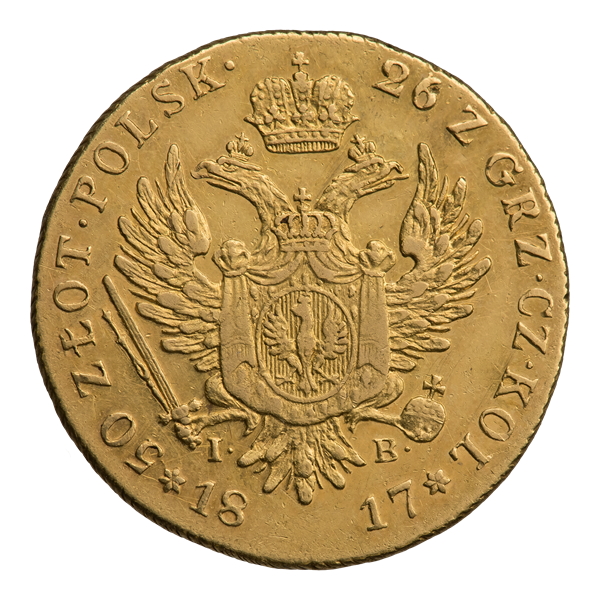
Пятьдесят злотых 1817 г. Под орлом инициалы минцмейстера: I. B.

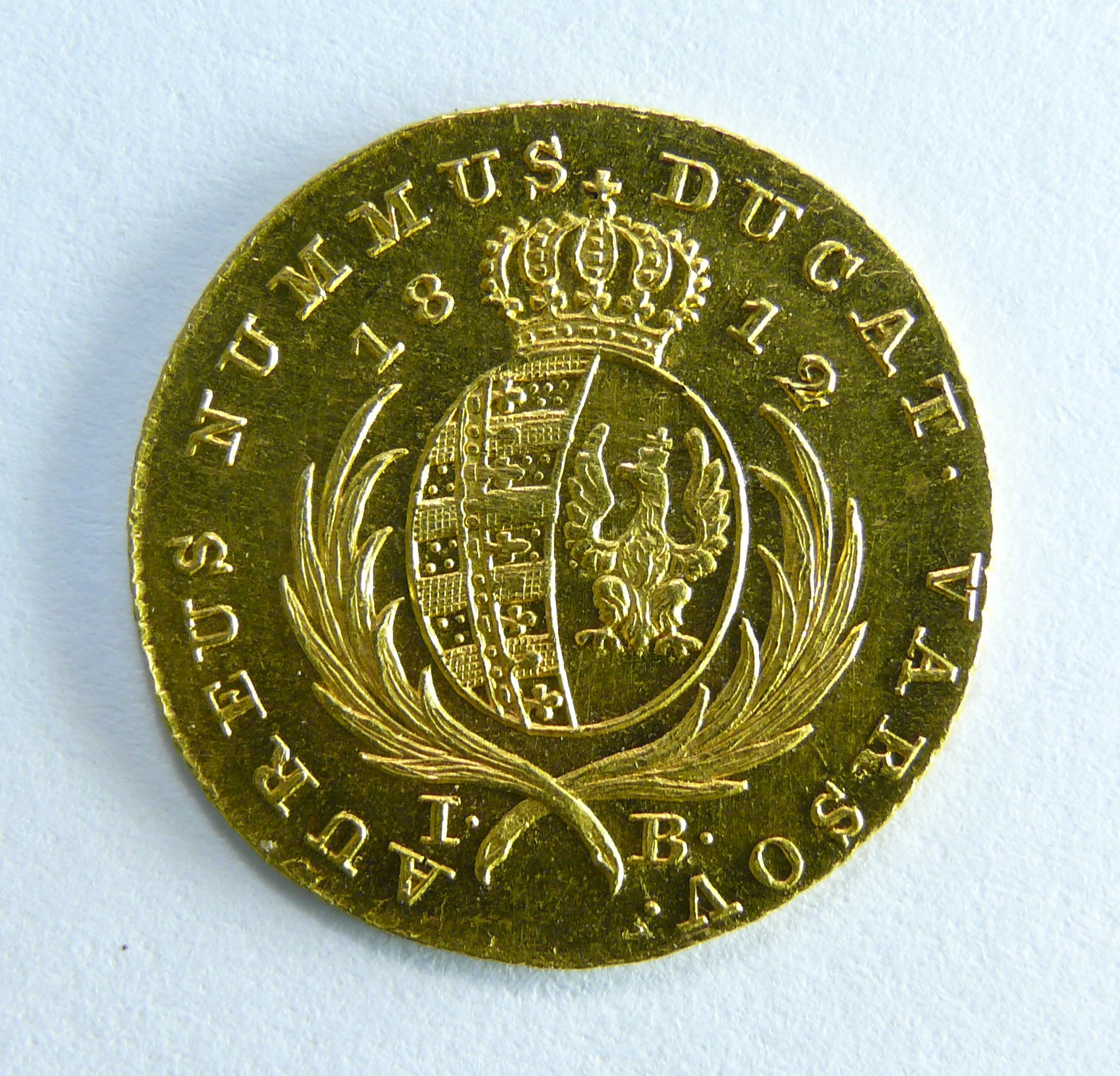
Дукат 1812 г.

Работал в королевском монетном дворе в Варшаве на ул. Белянской, закрытом после последнего раздела Речи Посполитой 8 января 1796 года. Совет министров Варшавского герцогства решил возобновить чеканку монет в 1810 году. Министр финансов принял Беника 5 июля контролёром в возобновлённый монетный двор, а 25 сентября 1811 года назначил его минцмейстером (директором). С этого дня, вплоть до 1827 года все монеты Варшавского герцогства и Царства Польского содержали инициалы Якова Беника — I.B. Как минцмейстер Беник получал в период Варшавского герцогства годовой оклад в размере 8000 польских злотых. После 1815 года он продолжил управлять монетным двором на ул. Белавской в должности интенданта.
Был другом Николя Шопена (отца Фридерика Шопена) и крёстным отцом его дочери, Изабеллы Шопен. Умер в 1827 году.